# Fabiatrin
Fabiatrin ist ein natürlich vorkommendes Glycosid der β-Primverose mit Scopoletin als Aglycon.

## Vorkommen
Fabiatrin wurde zuerst aius Fabiana imbricata isoliert. Daneben kommt es in Tabak, Solanum pinnatisectum, dem Carolina-Jasmin und der Garten-Petunie vor.

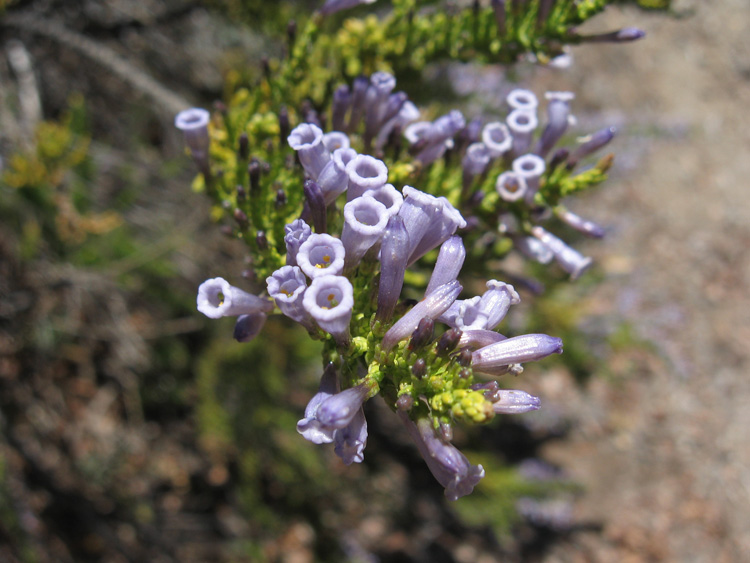
Fabiana imbricata
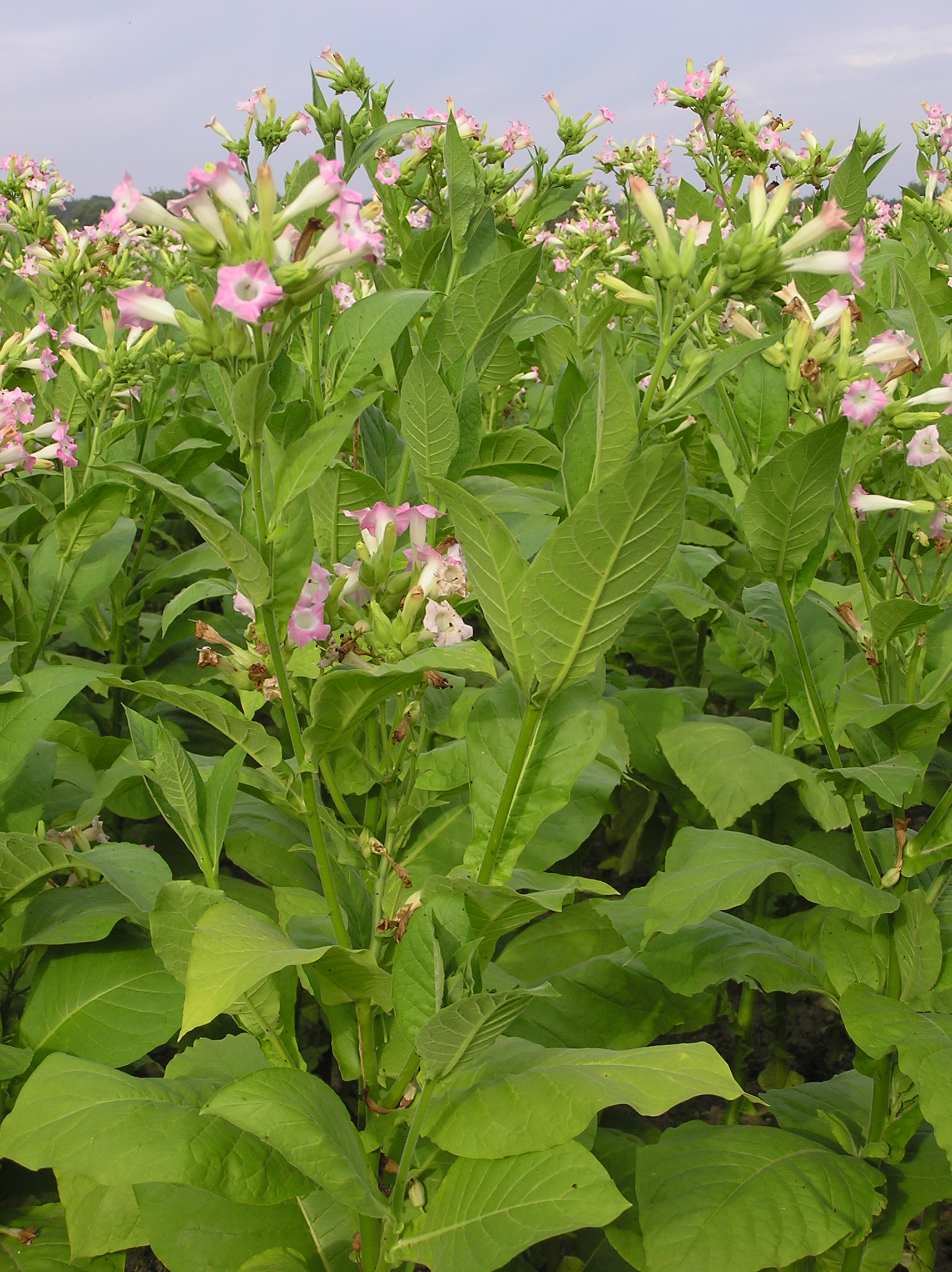
Tabak
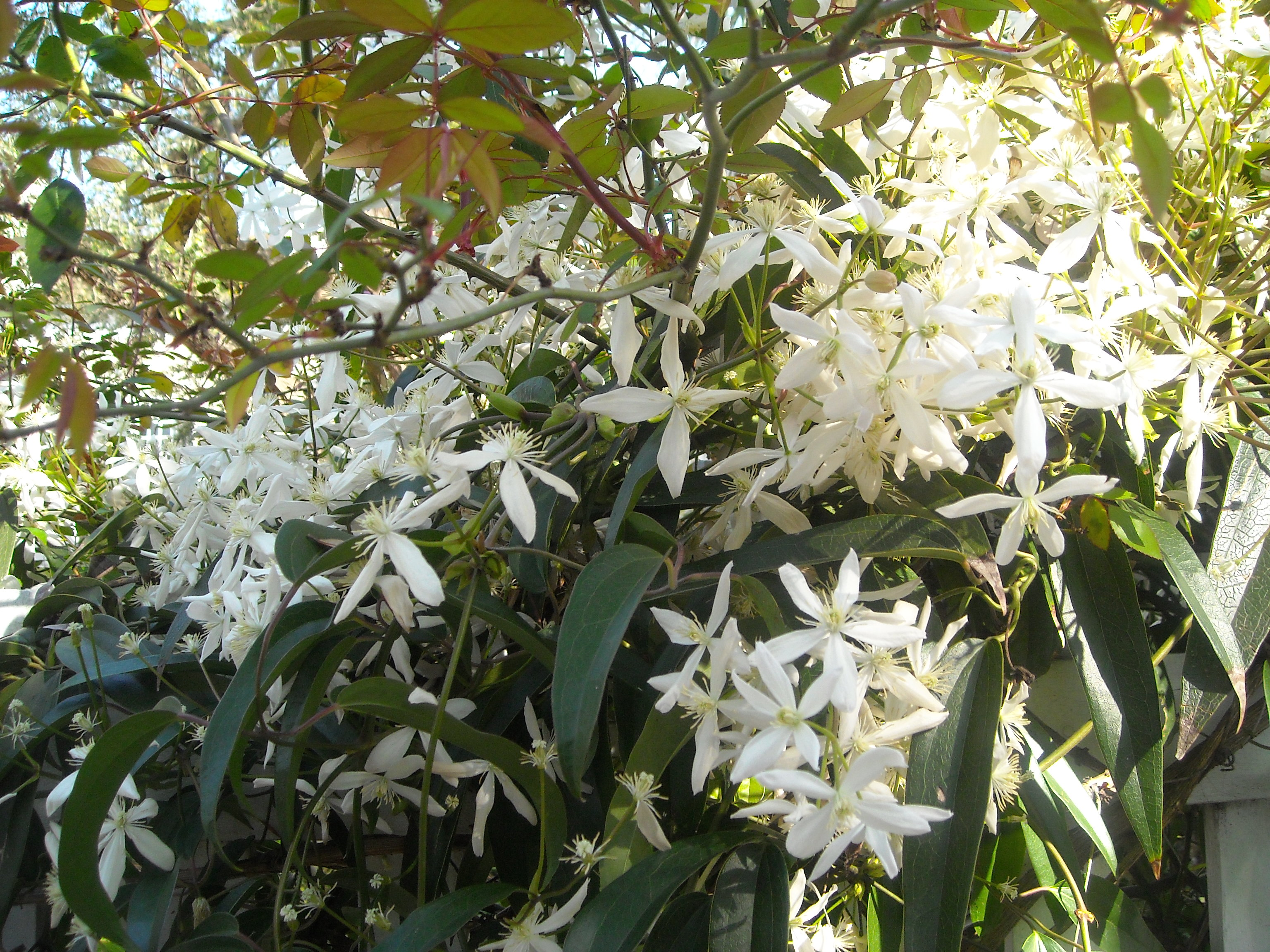
Carolina-Jasmin
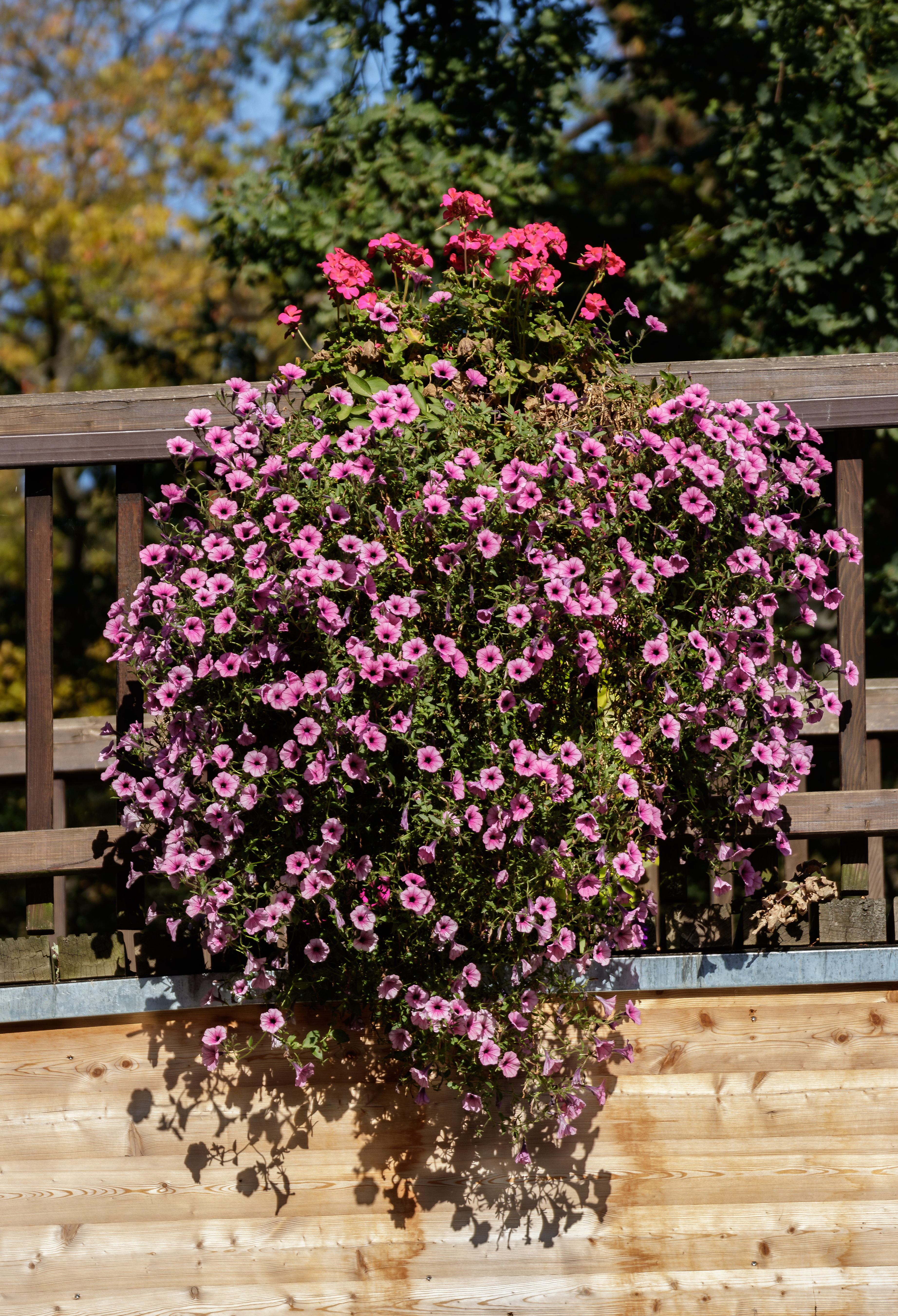
Garten-Petunie

## Biosynthese
Die Biosynthese in Tabakpflanzen wurde durch Gabe von 14C-markiertem Scopoletin untersucht. Die Studie deutet darauf hin, dass Fabiatran in den Wurzeln aus Scopoletin über Scopolin (Scopoletin-Glucosid) gebildet wird.

## Synthese
Fabiatrin kann ausgehend von Scopoletin synthetisiert werden. Dieses wird zunächst mit dem hexaacetylierten Bromid der Primverose, sowie Chinolin und Silberoxid umgesetzt. Das Produkt kann mit Methanol und Ammoniak deacetyliert werden.